# Prždevo
Prždevo (makedonsky: Прждево) je vesnice v Severní Makedonii. Nachází se v opštině Demir Kapija ve Vardarském regionu.
Název vesnice je odvozen od jejího vzniku. Dříve na těchto místech stál hustý les, ten byl ale postupně kácen a nakonec vypálen, aby zde mohly být vystavěny domu. Odsud slovo Prždevo (vypáleno).

## Geografie
Prždevo se nachází v západní části opštiny Demir Kapija, na pravém břehu řeky Vardar. Vesnice je kopcovitá a leží v nadmořské výšce 230 metrů. Od města Negotino je vzdálena 12 km a od města Demir Kapija leží 10 km.
Rozloha vesnice je 22,4 km2. Nejvíce zde dominuje orná půda o rozloze 1 243 ha, pastviny tvoří 630 ha a les zde není téměř žádný.

## Historie
Vesnice bývala křesťanská, v 18. století se sem ve velkém začali stěhovat muslimské rodiny, především albánské národnosti, kteří utekli z osady Slatina.
Osada Slatina ležela nedaleko od vesnice, rovněž u břehu Vardaru a časem se s Prždevem sloučila.

## Demografie
Podle sčítání lidu z roku 2021 žije ve vesnici 120 obyvatel. Etnické skupiny jsou:
- Makedonci – 68
- Romové – 33
- ostatní – 17

| Rok          | 1948 | 1953 | 1961 | 1971 | 1981 | 1991 | 1994 | 2002 | 2021 |
| ------------ | ---- | ---- | ---- | ---- | ---- | ---- | ---- | ---- | ---- |
| Obyvatelstvo | 636  | 628  | 668  | 609  | 484  | 331  | 316  | 235  | 120  |